# Durris Castle
Durris Castle, auch House of Durres und Dores Castle genannt, ist eine abgegangene Burg in der schottischen Ortschaft Kirkton of Durris in Aberdeenshire, die meist als Jagdhaus gedient haben dürfte. Ihr Burghügel, auf dem sich das L-förmige Tower House erhob, liegt südlich des Flusses Dee.

## Geschichte
Erstmals Ende des 13. Jahrhunderts erwähnt, wurde die Burg – eine Motte mit Burghof – von Alexander III. bewohnt. In den Chamberlain Rolls ist von Reparaturarbeiten an der Anlage die Rede. Im Jahr 1296 verbrachte Edward I. auf seinem Zug gegen Aberdeen mit seiner 35.000 Mann starken Armee eine Zeit auf Durris Castle.
Anfänglich im Besitz der Cummings, wurde die Burg später von Mitgliedern der Familie Fraser bewohnt, ehe diese in das rund zwei Kilometer östlich gelegene und komfortablere Durris House umzogen.
1645 wurde die Burg vom Marquis of Montrose geschleift und niedergebrannt. Sie wurde daraufhin nicht wiederaufgebaut.

## Beschreibung
Von der Burg ist heute nichts mehr erhalten, allerdings wird der stark zugewachsene Hügel, auf dem sich die Motte befand, heute als Burgberg (englisch castle hill) bezeichnet. Dieser ist etwa sieben Meter hoch und besitzt eine ovale Form von ca. 30 × 41 Metern. Auf der westlichen Seite des Hügels befindet sich ein etwa 2,6 Meter tiefer Graben, der womöglich früher als Wassergraben gedient hat. Ob eine Steinbrücke oder eine hölzerne den Übergang gewährte, ist nicht bekannt, es kann sich aber um eine Zugbrücke gehandelt haben.